# Hortoonops excavatus
Espèce
Hortoonops excavatus est une espèce d'araignées aranéomorphes de la famille des Oonopidae.

## Distribution
Cette espèce est endémique de la province de La Vega en République dominicaine,.

## Description
Le mâle holotype mesure 1,38 mm et la femelle 1,51 mm.

## Publication originale
- Platnick & Dupérré, 2012 : The Caribbean goblin spider genera Scaphioides and Hortoonops (Araneae, Oonopidae), Part 1. American Museum Novitates, no 3751, p. 1-62 (texte intégral).